# Darwinia hortiorum
Darwinia hortiorum är en myrtenväxtart som beskrevs av K.R.Thiele. Darwinia hortiorum ingår i släktet Darwinia och familjen myrtenväxter. Inga underarter finns listade i Catalogue of Life.